# Уотсон, Генри Куд
Генри Куд Уотсон (англ. Henry Cood Watson; 1816, Лондон — 2 декабря 1875, Нью-Йорк) — американский музыкальный критик и композитор британского происхождения.
Сын Джона Уотсона, композитора и органиста, на протяжении многих лет дирижировавшего в Ковент-Гардене. В детстве пел в хоре и на сцене, приняв участие, в том числе в мировой премьере оперы Карла Марии фон Вебера «Оберон» на сцене Ковент-Гардена в 1826 году. Затем начал пробовать себя как музыкальный критик и автор вокальной музыки. Добившись первого успеха в Лондоне, в 1841 г. перебрался в Нью-Йорк.
Печатался как музыкальный критик в журналах «World», «Musical Chronicle», «Albion», в 1845 году выступил соучредителем газеты «Broadway Journal» (вместе с Ч. Ф. Бриггсом и Эдгаром Аланом По), затем основал ежемесячный журнал нот «Musical Guest», в котором публиковал и собственные сочинения. Далее возглавлял как главный редактор «Illustrated Newspaper and Ladies' Magazine», в 1863—1867 гг. был музыкальным критиком газеты «Tribune».
Публиковал также собственные стихи, девять из них были положены на музыку Уильямом Винсентом Уоллесом. Написал либретто к опере Морица Стракоша.